# Ulrike Pastohr
Ulrike Pastohr (* 30. Juli 1973) ist eine deutsche Juristin. Sie ist seit dem 1. April 2025 Richterin am Bundesgerichtshof.

## Leben und Wirken
Nach Studium und Referendariat trat Pastohr im Februar 2001 in den Justizdienst des Landes Nordrhein-Westfalen ein. Dort wurde sie zunächst am Landgericht Düsseldorf und am Amtsgericht Neuss tätig. Im Juli 2004 wurde sie am Landgericht Düsseldorf zur Richterin am Landgericht ernannt, womit ihre Lebenszeiternennung verbunden war. Von dort wurde sie von Januar bis September 2016 an das Oberlandesgericht Düsseldorf zunächst abgeordnet, bevor sie im Januar 2017 dort zur Richterin am Oberlandesgericht ernannt wurde. Am Oberlandesgericht Düsseldorf gehörte sie einem Kartellsenat an. Im März 2024 wurde Pastohr zur Richterin am Bundesgerichtshof gewählt. Vom Präsidium des Bundesgerichtshofs wurde Pastohr, die ihr Amt am 1. April 2025 antrat, dem Kartellsenat, dem XIII. Zivilsenat sowie dem als Hilfssenat für Rechtsstreitigkeiten über Schadensersatzansprüche aus dem Abgasskandal zuständigen VIa. Zivilsenat zugewiesen.
Darüber hinaus ist sie Mitkommentatorin in einem Kommentar zum Energiewirtschaftsgesetz.

## Trivia
2013 hatte Pastohr zugunsten der Storck KG entschieden, dass die von ihr vertriebenen „Dicken Eier“ keine Plagiate seien, wie eine Werbeagentur aus Münster klageweise behauptet hatte. Es gebe neben den traditionellen zylinderförmigen Schokoküssen auch schon „maulwurfshügelige und pilzförmige“ Schokoküsse, sodass eine Markenverletzung nicht vorliege. Die Entscheidung erregte zeitweilig deutschlandweit mediale Aufmerksamkeit.